# ローズ・マーフィ
ローズ・マーフィ（Rose Murphy、1913年4月28日 - 1989年11月16日）は、アメリカのジャズ・ピアニスト、歌手。楽曲「Busy Line」と、そのユニークなボーカル・スタイルで有名である。

## 略歴
彼女はアメリカ・オハイオ州ジーニアで生まれた。「音楽史におけるユニークな位置」を持っているとオールミュージックのスコット・ヤナウによって解説されており、マーフィは、彼女が多くの場面で「チーチー」と歌う習慣があるため、「チーチー・ガール」として知られていた。また「ペール・ピンクの声を持つ少女」としても知られていた。
マーフィは、1930年代後半に音楽キャリアを始め、カウント・ベイシーなどのパフォーマーのため休憩時にピアノを演奏し、1940年代後半にアメリカとイギリスで人気を博した。彼女は、そのスキャット、笑い、パーカッシヴなサウンド・エフェクトを取り入れた甲高い歌声で最もよく知られている。彼女の最も有名な持ち歌の1つである「Busy Line」では、おそらく彼女の最も有名なボーカル・サウンド・エフェクトである電話のコール音「ブルル、ブルル」を使用している。この歌の1つのバージョンは、1990年に「BT Cellnet」によってテレビ・コマーシャルで使用された。マーガレット王女は、「Busy Line」がイングランドでヒットした後、ファンになった。彼女はロンドンでのマーフィのコンサートに出席し、彼女を真似てピアノを演奏しながら、パーティで「Busy Line」を歌った。
1950年代から1980年代まで、マーフィは「ザ・クッキリー」「マイケルズ・パブ」「アップステアーズ・アット・ザ・ダウンステアーズ」など、ニューヨークのトップ・クラブの多くで演奏を続けた。彼女は通常、ベーシストのスラム・スチュワートまたはモリス・エドワーズを伴っていた。これらの間に、ロンドンでの仕事とヨーロッパ・ツアーがあった。

## 私生活と死
1989年6月のハリウッド・ルーズベルト・ホテルのシネグリルで2週間の公演を行った際、マーフィは病気になり、ニューヨークへ戻った。1989年11月16日、ニューヨークにて76歳で死去。4度の結婚をしたが、直系の子孫はいない。1950年から1977年までの最後の結婚は実業家のエディ・マシューズとのものであり、1928年から1933年まで彼はエセル・ウォーターズと結婚していた。ローズ・マーフィと彼女のイギリスでのラジオ放送については、イギリスの作家ブライアン・ハーストによる小説『Under the Pink Light』の中で言及されている。

## ディスコグラフィ

### リーダー・アルバム
- Rose Murphy Sings (1952年、Royale)
- Rose Murphy and Quartette (1955年、Royale)[6]
- 『ノット・チャ・チャ・バット・チ・チ』 - Not Cha-Cha But Chi-Chi (1957年、Verve)[7]
- 『ジャズ、ジョイ・アンド・ハッピネス』 - Jazz, Joy And Happiness (1962年、United Artists Jazz) ※Featuring スラム・スチュワート[8]
- Mighty Like A Rose (1980年、Black And Blue)
- Rose Murphy (1981年、Audiophile)
- Sings Again (1983年、MCA)
- Live In Concert (1994年、Equinox)

### コンピレーション・アルバム
- 『ローズ・マーフィー』 - I Can't Give You Anything But Love (1982年、Decca)
- 『ハッピー・ピアノ・ガールズ』 - Two Happy Piano Girls (1997年、MCA) ※with クリーオ・ブラウン
- The Complete RCA Victor Recordings (1997年、RCA Victor/BMG)
- I Wanna Be Loved By You (1998年、Body & Soul)
- That Chee-Chee Girl (1998年、Simitar)
- At The Piano (1999年、Audiophile) ※with Evalyn Tyner
- Busy Line (2003年、Body & Soul)
- Rose Murphy - The Chee-Chee Girl (2005年、Living Era)
- I Can't Give You Anything But Chee-Chee (2020年、Jasmine)